# Rémy Medou Mvomo
Œuvres principales
- Africa Ba'a (1969)
- Les Enchaînés (théâtre) (1979)

Rémy Medou Mvomo, né le 25 décembre 1938 à Sangmélima dans la région du Sud, est un écrivain camerounais francophone, romancier et dramaturge.
Son premier roman, Africa Ba'a, raconte l'histoire de Kambara, jeune homme qui quitte son village dans l'espoir de gagner assez d'argent en ville pour payer la dot exigée par les parents de sa fiancée et peut-être pour échapper à la monotonie. Le récit initiatique montre les difficultés auxquelles il est confronté, jusqu'à sa décision finale de revenir dans son village où il essaie de convaincre ses amis que la réussite réside dans le travail. Ce roman, écrit dans le contexte de l'indépendance, montre une Afrique post-coloniale partagée entre villes et villages.  

## Œuvres
- Africa Ba'a : récit, Éditions Clé, Yaoundé, 1969 (inscrit au programme des classes de 3e de l'enseignement secondaire général et 4e année de l'enseignement technique[3])
- Mon amour en noir et blanc : roman, Éditions Clé, Yaoundé, 1971
- Le Journal de Faliou : récit, Éditions Clé, Yaoundé, 1972
- La Quadrature du cercle vicieux, DAEC Coopération, Paris, 1974 (pièce radiophonique)
- Le Pneu inusable, Radio France internationale, Paris, 1988 (pièce radiophonique présélectionnée au 16e concours théâtral interafricain 1989)
- Les Enchaînés, Nouvelles éditions africaines, 1979 (pièce de théâtre primée lors du concours théâtral interafricain 1973[4])
- Un petit Noir haut comme trois boules de neige : récit, L'Harmattan, 2011